# كهوف الصلب
كهوف الصلب هي رواية خيال علمي للكاتب الروسي إسحاق أسيموف والتي نشرها سنة 1954.

## ملخص القصة
تحكي القصة عن مفتش الشرطة "اليجاه بالاي"والذي عين لغرض إجراء تحقيق خاص حيث ان أحد الأشخاص قد قتل والمتهم الوحيد هو روبوت ولكن في ظل القوانين الثلاث للروبوت فمن المستحيل على أي روبوت المساس بإنسان ويستعين مفتش الشرطة بأحد الروبوتات ليساعده في حل هذا اللغز المحير.

## وصلات خارجية
- كهوف الصلب على موقع الموسوعة البريطانية (الإنجليزية)

لم يتم العثور على روابط لمواقع التواصل الاجتماعي.